# Xanny
Xanny är en låt framförd av den amerikanska sångerskan Billie Eilish. Låten skrevs av Eilish och hennes bror Finneas O'Connell. Den återfinns på albumet When We All Fall Asleep, Where Do We Go?.
Låten har streamats över 353 miljoner gånger på Spotify.

## Musikvideon
Låtens musikvideo laddades upp på Youtube den 5 december 2019 och hade visats över 102 miljoner gånger den 12 december 2021.